# Nemoscolus laurae
Nemoscolus laurae là một loài nhện trong họ Araneidae.
Loài này thuộc chi Nemoscolus. Nemoscolus laurae được Eugène Simon miêu tả năm 1868.